# Moqueca
 (février 2022).
Si vous disposez d'ouvrages ou d'articles de référence ou si vous connaissez des sites web de qualité traitant du thème abordé ici, merci de compléter l'article en donnant les références utiles à sa vérifiabilité et en les liant à la section « Notes et références ».
La moqueca de peixe (soit en français « ragoût de poisson ») est un plat typique brésilien des États de Bahia, Pará et Espírito Santo. C’est un ragoût de poisson avec des tomates, des oignons, des poivrons, de l'ail, du citron et de la coriandre, cuits à feu doux dans un plat en terre cuite et parfois servi avec des crevettes.

## Ingrédients
- Médaillon de poisson (lotte, thon…)
- Huile d'olive (recette d'Espírito Santo)
- Tomates
- Oignons
- Ail
- huile de palme
- Lait de coco (recette de Bahia)
- Coriandre fraîche
- Poivrons
- Zeste et jus de citron
- Cébette